# Citroën Saxo
Citroën Saxo – samochód osobowy klasy aut najmniejszych produkowany przez francuską markę Citroën w latach 1996 - 2004.

## Historia i opis modelu

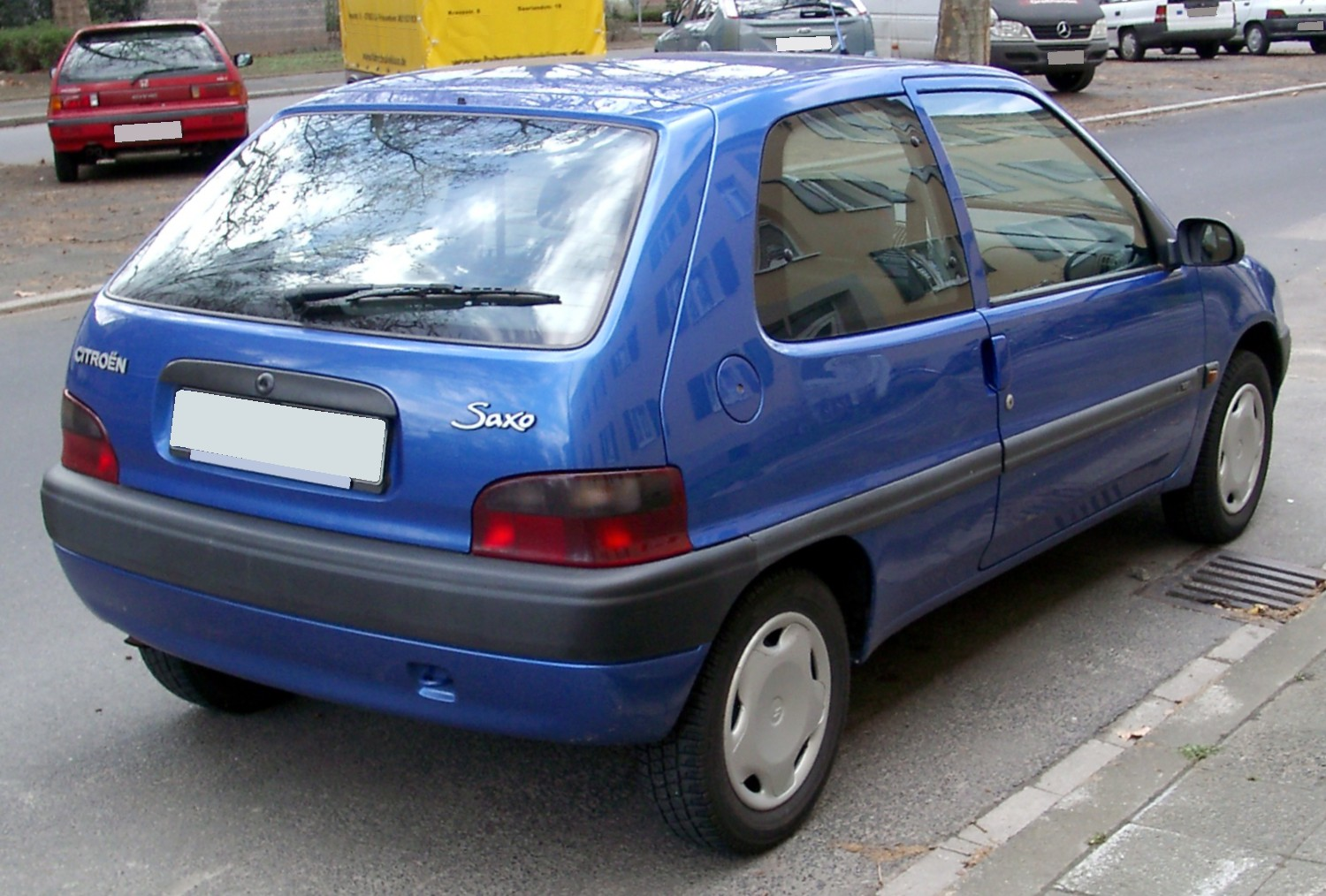
Citroën Saxo - tył

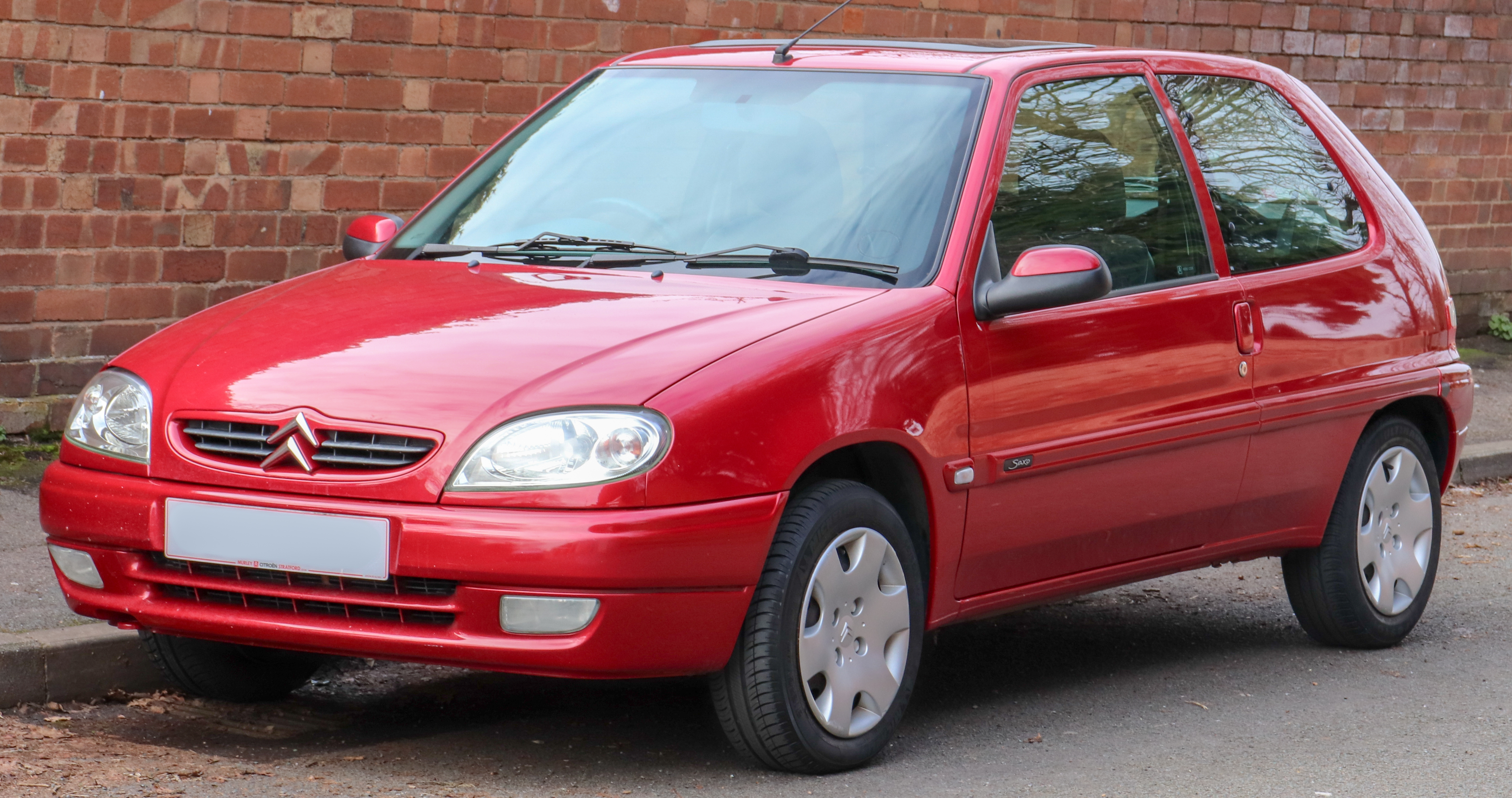
Citroën Saxo po liftingu

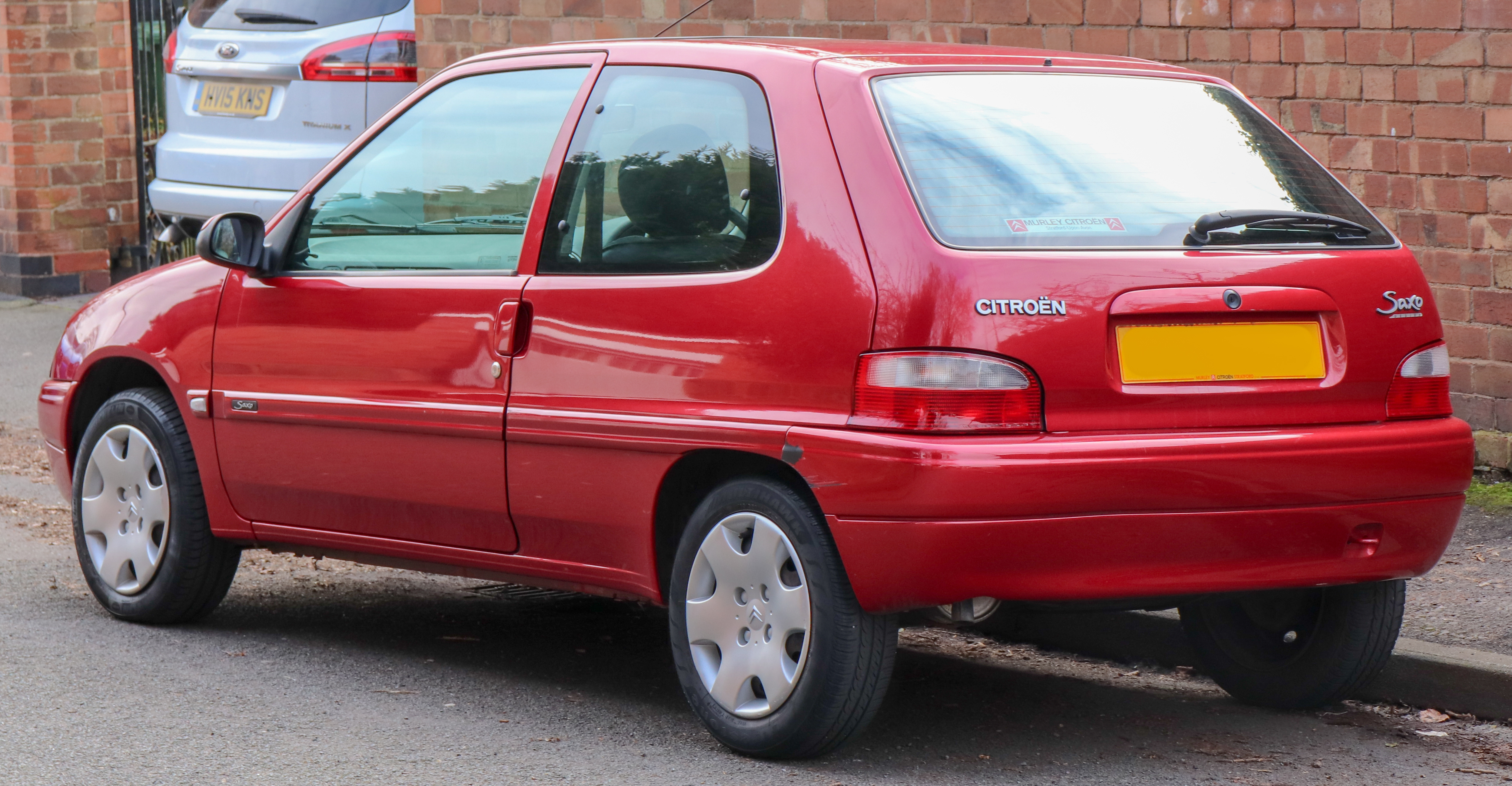
Citroën Saxo - tył po liftingu

Saxo od Peugeota 106 różni się tylko częściowo oblachowaniem i kształtem lamp. Citroën Saxo zastąpił model AX, który był już mocno przestarzały. Saxo spotkało się z dobrym przyjęciem na świecie – uznano je za auto solidne, ekonomiczne i trwałe. Odnosiło spore sukcesy w sporcie motorowym. Na rynku japońskim było sprzedawane jako Citroën Chanson.
Nadwozie samonośne, metalowe, dostępne wyłącznie jako hatchback trzy- i pięciodrzwiowy. Samo wnętrze, jak na klasę auta, dość przestronne; zapewniało wygodę podróżowania dla czterech dorosłych osób. 
W trakcie produkcji auto przeszło jeden poważniejszy facelifting – zmieniono wówczas przód pojazdu, aby upodobnić go do innych aut koncernu.

### Wersje specjalne
Citroën Saxo dostępny był w usportowionych odmianach VTS, wersjach dostawczych, nazywanych Enterprise, oraz z silnikiem całkowicie elektrycznym, o parametrach identycznych z elektrycznym Peugeotem 106.

### Kalendarium
- grudzień 1995 – premiera wersji trzydrzwiowej. Dostępne silniki to 1.0 (50 KM); 1.1 (60 KM); 1.4 (75 KM); 1.6 (88 KM); 1.6 (118 KM).
- kwiecień 1996 – rozpoczęcie produkcji, pojawienie się wersji pięciodrzwiowej oraz wersji z automatyczną skrzynią biegów. Premiera silnika 1.5D (58 KM).
- luty 1998 - antykradzieżowa konsola kodowania zapłonu zastąpiona kodowanym kluczykiem.
- 1999 – pierwszy i jedyny facelifting auta: zmieniono przednie reflektory, atrapę chłodnicy i tylną wycieraczkę.
- 2001 – wszystkie produkowane modele auta mają już silniki z wielopunktowym wtryskiem paliwa (wcześniej tylko wersje 1.4 i 1.6). Z oferty znika silnik 1.0 oraz zwiększono moc silnika 1.6 z 88 KM do 98 KM.

### Wyposażenie
Dla fanów sportowej jazdy Citroën przygotował model VTS z silnikiem 1.6 16v, o mocy ok. 118 KM i masie samochodu sięgającej nieco ponad 900 kg, zapewniał przyspieszenie od 0 do 100km/h w 8.7 sekundy. Dla potrzeb VTS przygotowano dodatkowo m.in. inne zderzaki (przód, tył), progi, a z elementów stricte mechanicznych: zawieszenie, układ wydechowy, skrzynię biegów. Wyposażenie obejmowało m.in. następujące pozycje opcjonalne:
- wspomaganie kierownicy,
- klimatyzację,
- ABS,
- poduszki powietrzne.

### Silniki
Paleta silnikowa obejmowała jednostki benzynowe o pojemnościach w zakresie: 1.0 dm³ - 1.6 dm³ oraz diesel 1.5 dm³.
Szczególnie silnik Diesla zasługiwał na uwagę, ze względu na niezwykle małe zużycie paliwa. 
| Parametry                                    | Dane       | Dane       | Dane       | Dane       | Dane       | Dane        | Dane       |
| -------------------------------------------- | ---------- | ---------- | ---------- | ---------- | ---------- | ----------- | ---------- |
| Silnik                                       | 1.0i       | 1.1i       | 1.4i       | 1.6i       | 1.6i       | 1.6i 16V    | 1.5D       |
| Typ silnika                                  | R4         | R4         | R4         | R4         | R4         | R4          | R4         |
| Pojemność silnika (cm³)                      | 954        | 1124       | 1360       | 1587       | 1587       | 1587        | 1527       |
| Moc (KW/KM przy obr. na min)                 | 36/50/6000 | 44/60/6200 | 55/75/5500 | 66/88/5600 | 72/98/5700 | 87/118/6600 | 42/57/5000 |
| Moment obrotowy (Nm przy obr. na min)        | 74/3700    | 88/3800    | 111/3400   | 135/3000   | 137/3500   | 145/5200    | 95/2250    |
| Rodzaj paliwa                                | PB 95      | PB 95      | PB 95      | PB 95      | PB 95      | PB 95       | ON         |
| Prędkość maksymalna (km/h)                   | 149        | 162        | 176        | 185        | 187        | 205         | 158        |
| Przyśpieszenie 0-100 km/h (w sekundach)      | 19,1       | 15,3       | 12,9       | 11,4       | 10,2       | 8,7         | 18,3       |
| Zużycie paliwa w mieście (l/100 km)          | 6,9        | 7,4        | 7,9        | 8,2        |            | 9,5         | 5,6        |
| Zużycie paliwa w trasie (l/100 km)           | 5,1        | 5,3        | 5,2        | 5,8        |            | 6,3         | 4,3        |
| Zużycie paliwa w trybie mieszanym (l/100 km) | 6,1        | 6,1        | 6,2        |            | 6,7        | 8,5         | 5,2        |